# Berschbach
Berschbach (Luxemburgs: Bierschbech) is een plaats in de gemeente Mersch en het kanton Mersch in Luxemburg.
Berschbach telde 150 inwoners in het jaar 2001.